# Communauté de communes du Haut Anjou
Die Communauté de communes du Haut Anjou ist ein ehemaliger französischer Gemeindeverband mit der Rechtsform einer Communauté de communes im Département Maine-et-Loire in der Region Pays de la Loire. Sie wurde am 31. Dezember 1996 gegründet und umfasste zehn Gemeinden. Der Verwaltungssitz befand sich im Ort Châteauneuf-sur-Sarthe.

## Historische Entwicklung
Mit Wirkung vom 1. Januar 2017 fusionierte der Gemeindeverband mit
- Communauté de communes de la Région du Lion-d’Angers sowie
- Communauté de communes Ouest Anjou

und bildete so die Nachfolgeorganisation Communauté de communes des Vallées du Haut-Anjou. Gleichzeitig schlossen sich die Gemeinden Brissarthe, Champigné, Contigné, Cherré, Marigné, Querré und Sœurdres zur Commune nouvelle Les Hauts d’Anjou zusammen.

## Ehemalige Mitgliedsgemeinden
1. Brissarthe
2. Champigné
3. Châteauneuf-sur-Sarthe
4. Cherré
5. Contigné
6. Juvardeil
7. Marigné
8. Miré
9. Querré
10. Sœurdres